# غابرييل رولاند
غابرييل رولاند (بالإيطالية: Gabriele Rolando)‏ هو لاعب كرة قدم إيطالي، ولد في 2 أبريل 1995 في جنوة في إيطاليا. لعب مع نادي باليرمو ونادي سامبدوريا.

## وصلات خارجية
- غابرييل رولاند على موقع قاعدة بيانات كرة القدم.إي يو (الإنجليزية)
- غابرييل رولاند على موقع Soccerway.com (الإنجليزية)